# Poulkowa
Poulkowa es una variedad cultivar de ciruelo (Prunus domestica), de las denominadas ciruelas europeas,
una variedad de ciruela cultivadas en las zona rurales de región de Leningrado desde antiguo en los municipios de Pulkovo, Antropshino, y Pokrovka. Las frutas tienen un tamaño pequeño a mediano, color de piel rojizo a rojo oscuro, y pulpa de color amarillento a amarillo verdoso, textura firme, jugosa fina, y sabor dulce bueno.

## Sinonimia
- "Zimovka",
- "Pokrovka",
- "Pulkovskaya",
- "Vengerka-pulkovskaya",
- "Húngara Pulkovskaya",
- "Rojo invierno".[4][5]

## Historia
'Poulkowa' es una variedad de ciruela de crianza popular se desconocen los parentales, originaria de los pueblos de Pulkovo, Antropshino, y Pokrovka, en la región de Leningrado. Inscrita en el Registro Estatal en 1959.
'Poulkowa' se cultiva en la National Fruit Collection con el número de accesión: 1936 - 056 y nombre de accesión : Poulkowa. El espécimen fue recibido en el «National Fruit Trials» (Probatorio Nacional de Frutas) en 1936 procedente del "Institute of Plant Industry", Leningrado, Rusia.

## Características
'Poulkowa' es un árbol vigoroso (hasta 4-5 m de altura), con una copa rala, extendida, ampliamente redondeada o en forma de escoba. Las ramas son de color marrón rojizo, con forma de varilla, geniculadas. La corteza del tronco es de color marrón grisáceo, rugosa y mate. Los brotes anuales son de color marrón en invierno y marrón rojizo en verano. La lámina de la hoja es ovalada u obovada, puntiaguda con una base arqueada o redondeada, de tamaño mediano (7 x 4,5 cm), de color verde o verde claro, ligeramente cóncava a lo largo del nervio central o sus bordes están ligeramente elevados, delgada, brillante, de consistencia suelta, con una ligera pubescencia lanosa en la parte inferior. El borde de la hoja es medio aserrado. Flores medianamente abiertas, pétalos ampliamente ovalados, blancos y de tamaño mediano (13 x 8 mm). Tiene un tiempo de floración que comienza a partir del 16 de abril con el 10% de floración, para el 20 de abril tiene una floración completa (80%), y para el 3 de mayo tiene un 90% de caída de pétalos.
Florece en la segunda o tercera década de mayo. Los frutos maduran en septiembre, aunque no simultáneamente, pero no se caen. Las plantas injertadas empiezan a dar fruto al tercer o cuarto año de su plantación en el jardín, y los retoños, al sexto o séptimo. Su longevidad es de hasta 20-25 años. La variedad es autofértil (entre el 10 y el 20 % de los frutos se forman por autopolinización). En presencia de polinizadores ('Skorospelka Krasnaya', 'Vengerka Moskovskaya', 'Leningradskaya Sinyaya', entre otros), produce una mayor producción que con autopolinización. La producción es regular, de 15 a 20 kg por árbol.
'Poulkowa' tiene frutos ovalados, irregulares, una talla de tamaño mediano con un peso promedio de 20 a 25 g, de color rojo oscuro, con puntos subcutáneos oscuros y una cubierta cerosa bastante fuerte. La parte superior y la base son ovaladas. El embudo es de profundidad media. La  sutura ventral está moderadamente desarrollada; Pedúnculo de longitud medio a largo ( promedio 12 a 18 mm); pulpa es amarillenta, de grano fino, bastante jugosa, agridulce, con un sabor satisfactorio. Los frutos contienen hasta un 14,5% de materia seca, 7,4-9,5% de azúcares (mono azúcares - 5%, sacarosa - 2,5-3,3%), 1,1-1,9% de ácidos, 9,9-15,3 mg / 100 g de ácido ascórbico. Los frutos se consumen frescos y se utilizan para hacer mermeladas, compotas y jaleas, cocina muy bien.
Hueso ovalado, de tamaño mediano a grande, fácilmente separable de la pulpa.
Su tiempo de recogida de cosecha se inicia en su maduración de la segunda decena de agosto a la primera de septiembre. Se mantiene colgando en el árbol bien después de su maduración

## Cuidados
La resistencia al invierno es media; en inviernos severos, los árboles sufren daños de hasta 3-4 puntos. Los pulgones los dañan ligeramente, y la mancha perforada puede causar hasta 2 puntos. Tras una primavera húmeda, presenta bolsas. En condiciones de humedad excesiva, los frutos se agrietan y se pudren.
Esta variedad se reproduce bien por chupones radiculares. Las plantas crecen y fructifican mejor en suelos húmedos, francos y bien fertilizados, y no toleran aguas subterráneas estancadas ni subsuelos arcillosos

## Cultivo
Ventajas de la variedad: resistencia media al invierno , adaptabilidad bastante buena, autofertilidad , buen rendimiento, frutos grandes, frutos que no caen cuando maduran, fácil separación del hueso de la pulpa, longevidad comparativa de las plantas, capacidad de reproducirse por brotes de raíz, resistencia relativa a enfermedades y plagas.
Desventajas de la variedad: maduración desigual de los frutos, baja calidad, mayores exigencias del suelo, agrietamiento de los frutos en años de encharcamiento.